# احنا الطلبة (مسلسل)
احنا الطلبة هي قصة ستة طلاب جامعيين يعانون ظروفًا حياتية قاسية ويجبرهم الفقر وقلة الحيلة إلي السرقة ليتحولوا إلي لصوص متخصصة في سرقة الشقق والفيللات في المناطق الساحلية كما يتطرق العمل للسرقة الإلكترونية.

## بطولة
| - محمد نجاتي: لؤى - أحمد فلوكس: ماجد - ريم البارودي: سوسو - دنيا عبد العزيز: دينا - محمد رمضان: خالد - شريف حلمي:طلبة - نرمين ماهر: زينا - ألفت عمر: سهام - نجلاء بدر: ياسمينا | - سوسن بدر: صابرة أم خالد - مادلين طبر: فريدة والدة لؤي - أحمد سعد: طلعت - نهى العمروسي:زوزو - محمد جمعة: عماد صديق خالد - هشام المليجي:ناجي - محمد سليمان:شريف ضابط شرطة - سامح الشجيع: ايهاب - مها صبري:سها | - هند جاد:سها - كمال السيد:شفيق - إيما عاكف:رانيا - أحمد عبد الله محمود - كمال سليمان:ضابط شرطة - محمد الشربيني:صديق طلعت - أحمد إبراهيم:هيثم زوج ياسمين - أحمد مدحت | - سامية عبد الله - حمادة بركات:منتج أفلام - أسامة أبو العطا - يحيى أحمد:زكريا - نادية العراقية:نبيلة - هدى الصيفي:والدة ايهاب - المخرج أحمد الفيشاوي:سطوحي - بسام رجب | - الشاعر جمال بخيت - محمود مسعود:والد ماجد - أحلام الجريتلي:أم طلعت - صبري عبد المنعم:الحاج هاشم - محمد عبد الجواد - علاء زينهم:والد ايهاب - محي الدين عبد المحسن:والد خالد - حسن العدل:والد طلعت |

أشترك في التمثيل - حمدي إسماعيل - محمود الشوربجي:ضابط شرطة - عنايات صالح:صفية الحارسة - عيد أبو الحمد - عبد اللطيف الطحاوي - مصطفى أبو سريع:طبيب - يحيى زكريا - إحسان الترك:والد لؤي - كمال الألفي - شاهنده - أحمد قنديل - ايمان مدحت - مدحت الحداد - عصام الغنام - عاطف سعيد - محي الدين عبد الحميد:حارس فيلا - سامر المنياوي - محمد الغريب - محمد المازن - جورج وصفي - ممدوح سالم - عادل طلبة - أحمد سمير - محمد أبو النصر - محمد سراج - كمال الحفناوي - اشرف خاطر - طارق كمال - حازم فؤاد - مصطفى حسن - ميرفت محمود - فريد عادل - خالد خليل - هيثم هاشم - أمنية أحمد - ناصر عثمان